# Sportlink
Sportlink is een beheerprogramma voor sportverenigingen, dat door meerdere Nederlandse en Belgische sportbonden in Nederland wordt gebruikt. Het bestaat uit meerdere onderdelen, en is geschreven in de taal Java, waardoor je ook een Java-interpreter moet installeren om het programma te kunnen gebruiken.
Voor verschillende sporten zijn daarnaast aparte apps, om gebruik om mobiele apparaten te ondersteunen, bijvoorbeeld voor voetbal.nl, Belgium Hockey of KNZB Waterpolo.
Sportlink startte in 2002, toen de KNVB een database met hun bekende leden wilde administreren. Sinds 2023 is begonnen met het herschrijven van verschillende onderdelen, zodat het ook zonder Java werkt, als web-applicatie.